# Сагадиев, Ерлан Кенжегалиевич
Ерлан Кенжегалиевич Сагадиев (каз. Ерлан Кенжеғалиұлы Сағадиев, род. 29 сентября 1966 года, Алматы, Казахская ССР, СССР) — казахстанский государственный деятель, экономист, предприниматель, магистр экономических наук.
Экс-министр образования и науки Республики Казахстан (2016—2019). Президент двух частных университетов: Университета международного бизнеса (2004—2012) и Международного университета информационных технологий (2009—2012).

## Биография

### Семья
Родился 29 сентября 1966 года в городе Алма-Ате. Отец — Сагадиев Кенжегали Абенович, академик, президент НАН Казахстана (1994—1996).

### Образование
Окончил Республиканскую физико-математическую школу Алма-Аты.
В 1990 году окончил Казахский государственный университет имени С. М. Кирова по специальности «экономика», квалификация экономист — преподаватель политэкономии.
В 1993 году — университет штата Миннесота Департамент прикладной экономики г. Миннеаполис США, имеет степень магистра наук.
Трудовую деятельность начал в 1990 году с должности второго секретаря по развитию международных экономических отношений Департамента прикладной экономики Министерства иностранных дел.

### Бизнес
С 1992 года по 1993 год являлся ассистентом по анализу состояния сельского хозяйства департамента Всемирного банка, куратор стран Восточной Европы, СНГ, США.
С 1993 года по 1994 год руководил проектом маркетинга технологий в Деволопед Текнолоджи Рисорс, Миннеаполис, США.
Генеральный директор ТОО «Компания ФудМастер», генеральный директор, консультант ТОО "Компания «ФудМастер-Асептик» (1995—2004);
Председатель совета директоров АО «Новые технологии. Казахстан», генеральный директор (2003—2009);
Президент Университета международного бизнеса, город Алма-Ата (2004—2012).
С 2003 года по 2009 год являлся председателем Совета директоров АО «Новые технологии. Казахстан», занимал должность генерального директора.
В 2008—2009 годах — занимал должность независимого директора АО «Инвестиционный фонд».
С 2009 по 2012 годы — председатель совета директоров «FrontierMiningLtd», одновременно являлся президентом Международного университета информационных технологий.
С 2010 года по 2011 год занимал должность председателя Совета директоров Академии регионального финансового центра города Алма-Аты.
С 2011 год по 2012 год — председатель Совета директоров АО «Казахстанская недвижимость».

### Государственная служба
С 2012 года по 2013 год — советник Премьер-Министра Республики Казахстан.
С 7 февраля по август 2014 года — вице-министр индустрии и новых технологий Республики Казахстан.
С 17 августа 2014 года по июль 2015 года — вице-министр по инвестициям и развитию Республики Казахстан.
С 10 февраля 2016 года Указом Президента Республики Казахстан назначен Министром образования и науки Республики Казахстан.
13 сентября 2016 года был переназначен министром образования и науки Республики Казахстан в новом составе правительства Б. Сагинтаева.
4 марта 2019 Сагадиев Е. К. заявил о желании покинуть пределы Республики Казахстан в ближайшее время.

### Оценки и мнения
В мае 2016 года стало известно, что Ерлан Сагадиев начиная с 2009 года пользовался услугами фирмы Mossack Fonseca для открытия оффшорных счетов. Сам Сагадиев заявил, что длительное время являлся бизнесменом, и в наличии собственного имени в Панамских офшорах не видит ничего сенсационного.
Я, как бизнесмен, который в течение 25 лет строил, развивал, покупал и продавал бизнесы в более чем 10 странах по всему миру, понятно, являлся акционером многих международных консорциумов. Другое дело, что на сегодня ни денег, ни иных активов, ни компаний, принадлежащих мне, за рубежом нет. Сегодня все можно легализовать бесплатно. Бизнесом с момента поступления на государственную службу я не занимаюсь. А имена ассоциированных, давно прекративших существование компаний, понятно, будут появляться еще, наверное, долго. Это нормальная международная практика, в этом нет ничего сенсационногоЕрлан Сагадиев
В бытность министром образования и науки Сагадиев Е. К. признался, что был троечником в школе.

## Родители
Отец — Кенжегали Абенович Сагадиев, доктор экономических наук, профессор, депутат Мажилиса Казахстан 3 и 4 созывов, президент НАН РК (1994—1996).

## Награды
| Страна    | Дата | Награда                          | Награда                          |
| --------- | ---- | -------------------------------- | -------------------------------- |
| Казахстан | 2017 | Кавалер ордена Курмет            | Кавалер ордена Курмет            |
| Казахстан | 2018 | Юбилейная медаль «20 лет Астане» | Юбилейная медаль «20 лет Астане» |